# Guilvinec

Guilvinec este o comună în departamentul Finistère, Franța. În 1 ianuarie 2022 avea o populație de 2.677 de locuitori.